# Vinaròs Club de Fútbol
El Vinaròs Club de Fútbol es un club de fútbol de la ciudad de Vinaroz, Castellón, España. Fue creado en 1920 y (tras su desaparición en 1951 por motivos económicos) fue refundado en 1965. En la temporada 2022/23, juega en la Liga Preferente.

## Historia
El Vinaròs CF fue fundado el 31 de julio de 1920. Los primeros partidos que disputó fueron amistosos y el primero de ellos con directivos del club formando parte de la plantilla. Antes de la llegada de la Guerra Civil, que interrumpió durante algún tiempo el fútbol en muchos lugares, el club disputó dos campeonatos de ámbito comarcal.
Tras el parón por el enfrentamiento bélico, el club fue refundado en 1947. En este mismo año disputó su primer año de competición, haciéndolo en la Segunda Regional, quedando campeón de esa categoría. No obstante, no tuvo suerte en la fase de ascenso y fue el año siguiente el del salto a la Primera valenciana, que la disputó en la temporada 1949-50. Al año siguiente comenzaría un año dramático para el club. El club comenzó a tener problemas económicos que cada vez fueron a más, hasta tal punto que nadie pudo acarrear estas deudas, con lo que el Vinaròs CF se retiró de la competición y desapareció.
Pero tras unos años sin equipo oficial, en 1965 volvió a surgir un nuevo proyecto para la refundación del club, que conllevó el pago de las deudas de años atrás para que la federación le permitiera inscribirse con el mismo nombre que el histórico club. Su primera temporada la disputó en Tercera Regional; y tras varios años, el club experimentó varios ascensos, hasta que disputó su primera temporada en Preferente en la 70/71, y dos años más tarde la Tercera División.
Por la creación de la Segunda B en 1977, los diez primeros equipos de cada grupo de Tercera División ascendían a Segunda B, entre los que estaba el Vinaròs CF. Estuvo en esta categoría durante dos años, en los que cosechó un 12º puesto en la primera de ellas. Fue el primer equipo de la provincia de Castellón en llegar a Segunda B.
Tras volver a Tercera División y cosechar una serie de descensos a categorías inferiores (disputó a mediados de los 90 varias temporadas en Primera Regional) y de nuevos ascensos, en la temporada 2002/03 descendió de Tercera División para disputar desde entonces categorías regionales.

## Uniforme
- Uniforme titular: Camiseta blanquiazul a franjas verticales, pantalón azul, medias azules.
- Uniforme alternativo: Camiseta roja con franjas negras horizontales, pantalón rojo, medias rojas

## Estadio
El Vinaròs CF disputaba sus encuentros en el Campo Cervol, que fue inaugurado dos meses después de la refundación del club y era propiedad del ayuntamiento desde 1987. En 2006, el ayuntamiento firmó un convenio en el que el incluía la construcción de un nuevo campo de fútbol de césped artificial en la Ciudad Deportiva. El campo, cuya dimensión es de 100 x 64 m, se inauguró oficialmente el 1 de septiembre de 2010, con un partido amistoso contra el primer equipo del Villarreal C.F.

## Datos del club
- Temporadas en 2.ª: 0
- Temporadas en 2ªB: 2
- Temporadas en 3.ª: 19
- Temporadas en Divisiones Regionales: 46
- Mejor puesto en la liga: 12º (2ªB temporada 77-78)
- Participaciones en Copa del Rey: 9

## Logros y méritos
- Campeón Regional Preferente de la Comunidad Valenciana (2): 1971/72, 1999/00
- Campeón Primera Regional de la Comunidad Valenciana (1): 2010/11
- Campeón Segunda Regional de la Comunidad Valenciana (1): 1947/48
- Primer club castellonense en debutar en Segunda División B. Temporada (1977/78).
- Club decano en la provincia de Castellón. Fundado en 1920.

## Trayectoria
| Temporada       | Categoría     | Puesto | Copa del Rey | Copa Federación |
| --------------- | ------------- | ------ | ------------ | --------------- |
| 1948/49 1971/72 | D. Regionales |        | -            |                 |
| 1972/73         | 3ª División   | 14º    | 3ªR.         |                 |
| 1973/74         | 3ª División   | 9º     | 1ªR.         |                 |
| 1974/75         | 3ª División   | 11º    | 2ªR.         |                 |
| 1975/76         | 3ª División   | 12º    | 1ªR.         |                 |
| 1976/77         | 3ª División   | 7º     | 1ªR.         |                 |
| 1977/78         | 2ª División B | 12º    | 1ªR.         |                 |
| 1978/79         | 2ª División B | 19º    | 1ªR.         |                 |
| 1979/80         | 3ª División   | 6º     | 2ªR.         |                 |
| 1980/81         | 3ª División   | 9º     | 2ªR.         |                 |
| 1981/82         | 3ª División   | 8º     | -            |                 |
| 1982/83         | 3ª División   | 12º    | -            |                 |
| 1983/84         | 3ª División   | 9º     | -            |                 |
| 1984/85         | 3ª División   | 13º    | -            |                 |

| Temporada       | Categoría     | Puesto | Copa del Rey | Copa Federación |
| --------------- | ------------- | ------ | ------------ | --------------- |
| 1985/86         | 3ª División   | 18º    | -            |                 |
| 1986/87         | 3ª División   | 18º    | -            |                 |
| 1987/88 1988/89 | D. Regionales |        | -            |                 |
| 1989/90         | 3ª División   | 14º    | -            |                 |
| 1990/91         | 3ª División   | 7º     | -            |                 |
| 1991/92         | 3ª División   | 14º    | -            |                 |
| 1992/93 1999/00 | D. Regionales |        | -            | -               |
| 2000/01         | 3ª División   | 15º    | -            | -               |
| 2001/02         | 3ª División   | 8º     | -            | -               |
| 2002/03         | 3ª División   | 18º    | -            | -               |
| 2003/04 -       | D. Regionales | —      | -            | -               |
| 2005/06 -       | D. Regionales | —      | -            | -               |
| 2006/07 -       | D. Regionales | —      | -            | -               |
| 2007/08 -       | D. Regionales | —      | -            | -               |

 (*) Clasificado Promoción de ascenso  